# NGC 739
NGC 739 (również PGC 7312 lub PGC 7334) – galaktyka spiralna (S0-a), znajdująca się w gwiazdozbiorze Trójkąta. Odkrył ją Ralph Copeland 9 stycznia 1874 roku.